# Blödningsrubbningar
Blödningsrubbningar (koagulopati) är ett samlingsnamn för flera diagnoser som innebär att blodets koagulation inte fungerar, vilket leder till inre och yttre blödningar. På svenska används ofta begreppet blödarsjuka synonymt med begreppet blödningsrubbning (av t.ex. Förbundet Blödarsjuka i Sverige), men ibland används blödarsjuka i en mer begränsad betydelse som ett samlingsnamn för hemofili (klassisk blödarsjuka) och von Willebrands sjukdom, och ibland för enbart hemofili. Vissa blödningsrubbningar är vanligtvis nedärvda som hemofili, von Willebrands sjukdom och den mycket ovanliga sjukdomen Glanzmanns trombasteni. De kan också orsakas av antikroppsbildning mot blodplättarna (idiopatisk trombocytopen purpura), och som en komplikation av en mängd olika sjukdomar (disseminerad intravaskulär koagulation) samt uppstå vid brist på vitamin K.